# Aleksandr Chomiakow
Aleksandr Aleksandrowicz Chomiakow (ros. Алекса́ндр Алекса́ндрович Хомяко́в, ur. 25 sierpnia 1932 w Azowie, zm. 20 marca 2014 w Moskwie) – radziecki polityk.

## Życiorys
W 1955 ukończył Nowoczerkaski Instytut Politechniczny, później pracował w fabryce w Nowoczerkasku, 1958–1962 był sekretarzem i kierownikiem wydziału Komitetu Miejskiego Komsomołu w Nowoczerkasku. Od 1958 członek KPZR, 1962–1969 kierownik wydziału komitetu rejonowego i komitetu miejskiego KPZR, przewodniczący rejonowego komitetu wykonawczego. Od 1971 sekretarz, 1971–1978 II sekretarz Komitetu Krajowego KPZR w Krasnodarze, od 11 marca 1978 do 19 kwietnia 1985 I sekretarz Komitetu Obwodowego KPZR w Tambowie, od 11 kwietnia 1985 do 10 sierpnia 1989 I sekretarz Komitetu Obwodowego KPZR w Saratowie. W latach 1981–1990 członek KC KPZR, 1989–1990 zastępca przewodniczącego Rady Ministrów RFSRR, przewodniczący Gospłanu RFSRR, 1990–1991 I zastępca przewodniczącego Państwowego Komitetu RFSRR ds. ekonomii. Deputowany ludowy ZSRR. Kandydat nauk ekonomicznych.

## Odznaczenia
- Order Lenina (1982)
- Order Rewolucji Październikowej (1973)
- Order Czerwonego Sztandaru Pracy (dwukrotnie - 1971 i 1976)
- Order „Znak Honoru” (1966)
- Medal 100-lecia urodzin Lenina (1976)
- Medal „Weteran pracy”